# Moby Dick (együttes)
A soproni Moby Dick együttes az 1988-89-es években vált országosan ismertté, 1990. májusában megjelent első albumuk után pedig  hazai színtéren első számú thrash metal zenekarrá vált. Első három albumukkal (Ugass kutya! 1990, Kegyetlen évek 1991, Körhinta 1992) teremtették meg máig tartó Kárpát-Medence magyarlakta területein töretlen népszerűségüket. A Moby Dick 1998 novemberétől 2002. április 19-én Sepsiszentgyörgyi Sportcsarnokban rendezett koncertjükön történt újjáalakulásukig nem tevékenykedett. A 2002 óta folyamatosan koncerteznek és lemezeket készítenek. Mentes Norbert szóló gitáros 2021. júliusi kiválásával, Schmiedl Tamás énekes/gitáros maradt az egyetlen alapító tag a zenekarban.
2015-ben a szakmai szavazáson a legnagyobb hatású magyar metál-albumok listájára felkerült a Moby Dick első három albuma, közülük az 1990-es Ugass kutya! nagylemez pedig a lista élén végzett.

## Történet

### Kegyetlen évek (1980–1992)
Az együttest 1980-ban még tinédzserként alapította a két gitáros, Schmiedl Tamás és Mentes Norbert, akik másod-unokatestvérek. Első fellépésük 1981-ben volt. A kezdeti legelső koncerteken már műsoron volt a Pokolrock és a Patkányirtás című dalok. A zenekar nevét a Herman Melville regényéből készült Moby Dick című film és a Led Zeppelin azonos című dala ihlette. A zenekar felállása 1983-ban stabilizálódott. A Rozsonits "Rózsi" Tamás dobossal és Giczy Kurt basszusgitárossal a csapat a nemzetközi trendeket követve előbb a brit heavy metal új hulláma (New Wave Of British Heavy Metal), majd az évtized végén az erősödő thrash metal stílus befolyása alá került. 1988 márciusában Gőbl Gábor lett a Moby Dick új basszusgitárosa, aki addig (és azóta is) agilis szervezőként intézte a zenekar fellépéseit, ügyeit, próbált réseket találni a budapesti központú Kádár korszakbeli zeneipari döntéshozókon egy Moby Dick nagylemez kiadásának céljával. Többször próbáltak állandó frontembert találni. 1988-ban Novák Antal, majd 1989-ben jó fél évig Molics Zsolt (Sámán, Classica, Cool Head Clan) bevonásával is próbálkoztak, de végül Schmiedl Tamásra maradtak az énekesi teendők.
Nagy Feró az általa vezetett Garázs című rádióműsorban 1988-tól rendszeresen játszotta a Keresztes vitéz és a Prometheus Moby Dick dalokat, melyeket Gőbl Gábor révén egy osztrák stúdióban vett fel a csapat. Az 1988-ban a rendkívül népszerű német Stormwitch magyar turnéjának előzenekaraként és az 1987-ben újjáalakult Beatrice koncertjeinek vendégeként a Moby Dick több ezer rocker előtt tudott bizonyítani szerte az országban. Az 1990-es "rendszerváltással" egyidőben megszűnt a Magyar Hanglemezgyártó Vállalat monopóliuma és a frissen alakult magánkiadók lehetőséget láttak az országosan népszerű metál műfaj legjobbjainak leszerződtetésében. A Moby Dick a Proton kiadóval állapodott meg, és 1990-ben végre megjelenhetett az Ugass kutya! címre keresztelt album.
A sikeres debütáló lemezt követő második Moby Dick albumot (Kegyetlen évek, 1991) már az EMI által felvásárolt Quint kiadó jelentette meg. Ezen a lemezen dolgoztak először Pusztai Zoltán szövegíróval, aki frappáns soraival új dimenziót nyitott a Moby Dick dalok értelmezésében. A csapat korai sikereinek csúcsát az 1992-es Körhinta album jelentette, mely a Mahasz eladási listájának 4. helyéig jutott, és a Gazember című Hobo Blues Band dal feldolgozására készült klipet minden csatorna játszotta. A több tízezer példányban forgalmazott albumaik sikere a koncertek látogatottságára is jótékony hatással bírt. 1990-1992 között 150 telt házas fellépésük volt. 1992 júniusában Rozsonits Tamás kilépett a zenekarból és Hoffer Péter került a helyére, aki dobos létére dalszerzőként is tovább erősítette a zenekart.

### Fejfa helyett (1993–1998)
1993-ban 6 alkalommal léptek fel önállóan szervezett telt házas fővárosi csarnok koncerten. Közülük kiemelkedik az 1993. április 3-i Budapest Körcsarnok koncert ahol élő album felvételt készítettek, Atomtámadás címmel jelent meg az EMI gondozásában. 1993 októberében Gőbl Gábor hat állomásos erdélyi sportcsarnok turnét szervezett, amelyen több mint 10 ezer kisebbségi sorsban élő magyar metált szerető fiatal váltott belépőjegyet. 1994. januárjában rögzítették Rozsonits Tamás távozása utáni első stúdió albumukat, amely részben kísérletezős hangvételű Fejfa helyett címmel jelent meg '94 márciusában. A zenekar életében kiemelkedő sikert hozott ez az év, hiszen az érdeklődés miatt egy újabb Moby Dick album is napvilágot látott Memento címmel. Erre a lemezre az 1981-87 közötti demós időszakban írt dalok legjavát vette fel újra a zenekar. A Memento kissé megzavarta a kemény thrash metal dalokhoz szokott Moby Dick rajongókat, hiszen a lemezre került számok legtöbbje leginkább hard rock/heavy metal utánérzés, esetenként tinédzseres gondolatvilághoz illeszkedő dalszövegekkel. A stúdió munkák, az albumpromóciók  mellett intenzív koncertezéssel töltötték az 1994-es esztendőt. Az év során 60 fellépést regisztráltak, melyből kétség kívül kiemelkedik a Kárpát-Medence Tour-ra keresztelt sorozat, amikor is 5 Magyarországtól elszakított területen, Őrvidéken, Felvidéken, Kárpátalján, Erdélyben és a Délvidéken, és persze hazai pályán nap nap utáni monstre turnén örvendeztették meg több tízezres rajongótáborukat.  
1995 azonban az előző évvel ellentétesre sikerült. A csapat jövőjét árnyékoló helyzet alakult ki azzal, hogy Mentes Norbert gitáros és Hoffer Péter dobos, Brazzil nevű projektet hozott létre Szokodi Zoltánnal a Blokád énekesével. Ráadásul az év végi Petőfi Csarnokos koncerten Mentes Norbert betegsége miatt trióban lépett fel a Moby Dick. Az 1995 évi visszafogott működésre - csak 10 koncert - azonban rácáfoltak a srácok, ugyanis az 1996-ban kiadott Indul a boksz stúdiólemezt hozott, melyet új kiadó, a Magneoton-Warner gondozott. Az együttes érezhetően visszavett a kísérletezésből és a jól bevált receptet követve írtak 13 durva dalt, és jött a egy erős országos fellépési sorozat Magyarországon és Erdélyben. Az addigi sok százas és ezres koncertnézőszámok az album sikeressége ellenére azonban a felére estek vissza, és 1997-ben a zenekarra jellemző addigi dinamizmus a fordítottjára alakult, dacára annak, hogy menetrendszerűen újabb stúdió albumot hoztak létre. Ugyan csak a Warner Magneoton adta ki a lényeges stílusbeli változást magán viselő Tisztítótűz albumot. A lemez produkció visszafogott közönség fogadtatása megadta a kegyelemdöfést. A tagok más elfoglaltságot kerestek és találtak maguknak, majd egyre kevesebb élő fellépés után 1998-ban közös megegyezéssel feloszlatták a zenekart. A novemberi telt házas Petőfi Csarnokos - búcsú koncert videóval és a Good Bye CD válogatással zárta le addigi 18 éves pályafutását a zenekar. 

### Bálnavadászok (2002–2010)
Az ezredfordulót követően nemzetközi és hazai szinten is újra erőre kapott a metal műfaj[forrás?], és egyre többször merült fel a kérdés, hogy a Moby Dick vajon mikor tér vissza. Előbb Schmiedl tűnt fel a színpadon 2002 kezdetén az Akela zenekar Farkas-farsangjának különleges vendégeként, aztán pár hónappal később már a Moby Dick visszatérő bulija következett. Az első koncerteken még Bertalan Balázs (Strong Deformity) dobolt a zenekarban, majd 2003. januárban Hoffer Péter is csatasorba állt és a Moby Dick egy új stúdióalbum elkészítésébe is belefogott.
A vérvörös borítóba burkolt Golgota a tizedik Moby Dick album lett a sorban. A határozott, erőteljes metal témák, az egységes zenei és szövegi koncepció a zenekar egyik legjobb produkciójává tették a lemezt. A megjelenést egy masszív fesztiválturné követte, ahol a Moby Dick mellett további öt zenekar lépett színpadra esténként. A lendületbe jött zenekar 2004-ben nekilátott felvenni a következő lemezt, majd a Tankcsapda különleges vendégeként járták be az országot. 2005-ben jelent meg a Moby Dick következő stúdióalbuma Se Nap se Hold címmel, amelyhez egy bónusz koncert dvd-t is csatoltak az 1995-ös Sziget-fellépés felvételével. A CD a Mahasz eladási listájának 4. helyén nyitott.
Még ugyanebben az évben megjelent egy Moby Dick tribute album (BálnaVadÁszok), melyen a zenekar legjobb dalait olyan magyar csapatok játsszák, mint például Ossian, Akela, Wall Of Sleep, Cadaveres, Watch My Dying, Depresszió, Dalriada, és olyan énekesek működtek közre, mint Kalapács József, Rudán Joe valamint Molics Zsolt. Az ünneplést folytatva 2006. február 10-én jubileumi koncertet tartottak a Petőfi Csarnokban a Moby Dick megalakulásának 25 éves évfordulója alkalmából. Ennek felvétele majd' egy évvel később jelent meg DVD és CD formájában. 2007-et a Moby Dick viszonylag passzívan töltötte. Mentes Norbert és Hoffer Péter, valamint a szövegíró Pusztai Zoltán ismét egy külön projektbe fektette energiáit, a nemzeti rockot játszó Hungarica beindításába.
2008. március 22-én a német Brainstorm társaságában lépett fel Budapesten a Moby Dick egy rendhagyó retro-thrash műsorral, mely az első három albumuk dalaira koncentrált, közte a teljes Kegyetlen évek albummal. A koncert hang- és videófelvétele az Ugass kutya! album 2009-es deluxe újrakiadásának bónusza lett.
Hosszabb csend után 2010 februárjában ismét színpadra lépett a zenekar egy budapesti és egy vajdasági koncert erejéig, hogy jelezzék, élnek még. Április elején megjelent Schmiedl Tamás frontember Bloody Roots nevű projektjének Isten kezében című albuma. A lemezen számos magyar metalegyüttes tagjai vendégszerepelnek.

### Negyedik évtized (2011–napjainkig)
2011. október 10-én, hat év után új stúdióalbummal jelentkezett a zenekar. A lemez A holnapok ravatalán címet kapta. Az album dalai közül a Durván, akár a vulkánhoz készítettek videóklipet, amit a Zöld Pardonban adott júliusi koncertjükön forgattak. Az album a Mahasz Top 40 lemezeladási listáján megszerezte az 1. helyet, a következő év tavaszán pedig Fonogram díjra jelölték az "év hazai hard rock vagy heavy metal albuma" kategóriában, emellett pedig HangSúly díjat kapott a "legjobb stúdióprodukció" kategóriában. 2012-ben a zenekar megalakulásának 30 éves jubileuma kapcsán több kiemelt, nagy koncertet is adott a Moby Dick. 2013 áprilisában az újra Magyarországon játszó Sepultura előzenekara voltak Szombathelyen. 2014 elején egy új album megírásába kezdett az együttes, ami végül november 3-án jelent meg Földi pokol címmel. A nagylemez a Mahasz lemezeladási lista 4. helyéig jutott, a HangSúly zenei díj szavazásán pedig az Év Albuma lett holtversenyben. 2015 november 10-én Hoffer Péter egyéb elfoglaltságai miatt kilépett a zenekarból, helyére az addig is őt helyettesítő Budai Béla lépett, aki korábban Leander Rising tagja volt.
2016 decemberében újra kiadták a Kegyetlen évek albumot, megjelenésének 25. évfordulója alkalmából. Mivel a kiadói jogokat továbbra is az EMI birtokolja és nem volt hajlandó újra kiadni a lemezt, ezért az együttes úgy döntött, hogy teljes egészében feljátsszák újra az album dalait, és ebben a formában jelentetik meg a Hammer Records kiadásában.
2018. április 6-án egy Okos világ című új dallal és a hozzá forgatott klippel jelentkezett a Moby Dick. Egy teljes új stúdióalbum kiadását őszre tervezik. Április 21-én Mentes Norbert gitáros 50 éves születésnapját, és a Körhinta album megjelenésének 25 éves évfordulóját ünnepelték a Barba Negra Klubban. December elején jelentették be, hogy Budai Béla elhagyja a zenekart, az új dobos pedig Király Zoltán, aki korábban többek között az Akela tagja volt. Március 13-án bemutatták a Valóság című új dalt és videóklipjét az áprilisban Terápia címmel megjelenő tizenegyedik Moby Dick albumról. A lemezmegjelenéssel egyidőben jött ki az album címadó dalára készült videó, majd májusban a Minden egy kapott klipet. Augusztusra aranylemez lett a Terápia, amit az amerikai Testament előtti fellépéssel fejeltek meg a Barba Negrában. Szeptemberben a lemez dalai közül a Program is képi megvalósítást kapott. A 2020 novemberében megjelent Kalapács-tribute lemezre a Moby Dick a 2012-es Hitem című dalt dolgozta fel. 2021. júniusban a hatodik videoklip is elkészült a Terápia albumhoz, mégpedig az Alkonyzóna dalra.
Ezt az együttest sem kerülhették el a tagcserék, ugyanis először Mentes Norbert távozott a csapatból, helyére a frontember fia, Schmiedl Balázs (Bloody Roots, ex-Amadea) érkezett. 2022. novemberében az e-Music lemezkiadó újra megjelentette az Ugass kutya! albumot remaszterelve, CD digipak formában. Két évvel később, 2024 őszén vinyl formában is újra kiadásra került az Ugass kutya! nagylemez, limitált példányszámban. Ezt egy újabb helycsere követte, miszerint Király Zoltán is kilépett a csapatból (időhiány miatt), akinek a helyére Márkus Dominik (ex-Orfeus) érkezett.

## Tagok

### Jelenlegi tagok
- Schmiedl Tamás – gitár, ének (1980–1998, 2002–napjainkig)
- Schmiedl Balázs – gitár (2021–napjainkig)
- Gőbl Gábor – basszusgitár (1988–1998, 2002–napjainkig)
- Márkus Dominik – dobok (2024–napjainkig)

### Korábbi tagok
- Mentes Norbert – gitár (1980–1998, 2002–2021)
- Budai Béla – dobok (2015–2018)
- Hoffer Péter – dobok (1992–1998, 2003–2015)
- Bertalan Balázs – dobok (2002)
- Rozsonits Tamás – dobok (1982–1992)
- Molics Zsolt – ének (1989)
- Novák Antal – ének (1988)
- Giczi Kurt – basszusgitár (1983–1987)
- Jancsó Miklós – basszusgitár (1980–1983)
- Kőműves Péter – ének (1982)
- Bindes Gyula – dobok (1981–1982)
- Horváth Zoltán – dobok (1980–1981)
- Király Zoltán – dobok (2018–2024)

## Kiadványok
- Moby Dick-demók (1983–1989)

### Stúdióalbumok
| Év   | Album                | Kiadó            | Legjobb listás helyezés (Mahasz Top 40) |
| ---- | -------------------- | ---------------- | --------------------------------------- |
| 1990 | Ugass kutya!         | Proton/E&E       | —                                       |
| 1991 | Kegyetlen évek       | EMI-Quint        | 8                                       |
| 1992 | Körhinta             | EMI-Quint        | 4                                       |
| 1994 | Fejfa helyett        | EMI-Quint        | 12                                      |
| 1996 | Indul a boksz        | Magneoton-Warner | 14                                      |
| 1997 | Tisztítótűz          | Magneoton-Warner | 22                                      |
| 2003 | Golgota              | Sony Music       | —                                       |
| 2005 | Se Nap se Hold       | Hammer Records   | 4                                       |
| 2011 | A holnapok ravatalán | Hammer Records   | 1                                       |
| 2014 | Földi pokol          | Hammer Records   | 4                                       |
| 2019 | Terápia              | Hammer Records   | 2                                       |

### Koncertalbumok
| Év   | Album                 | Információ | Legjobb listás helyezés (Mahasz Top 40) |
| ---- | --------------------- | --- | --------------------------------------- |
| 1993 | Atomtámadás           | - Kiadó: EMI-Quint - Tartalom: A Budapest Körcsarnokban 1993. április 3-án tartott koncert felvétele - Formátum: CD, 2MC                                                   | 10                                      |
| 2006 | 25 éves jubileum      | - Kiadó: Hammer Records - Tartalom: A Petőfi Csarnokban 2006. február 10-én tartott jubileumi koncert felvétele - Formátum: CD, MC                                         | —                                       |
| 2009 | Kegyetlen évek – Live | - Kiadó: Hammer Records - Tartalom: Az Avalon Klubban 2008. március 22-én tartott koncert felvétele - Formátum: CD (az Ugass kutya! album újrakiadásának bónusz dalaiként) | —                                       |

### Válogatásalbumok
| Év   | Album         | Információ                                                                               | Legjobb listás helyezés (Mahasz Top 40) |
| ---- | ------------- | ---------------------------------------------------------------------------------------- | --------------------------------------- |
| 1994 | Memento       | - Kiadó: K&E - Tartalom: korai kiadatlan demófelvételek új változatai - Formátum: CD, MC | 8                                       |
| 1998 | Good Bye      | - kiadó: Magneoton-Warner - tartalom: Best of Moby Dick, 1989-1996 - Formátum: CD, MC    | —                                       |
| 2005 | BálnaVadÁszok | - kiadó: Hammer Records - tartalom: Tribute to Moby Dick - Formátum: CD, MC              | 35                                      |

### Újrakiadások
| Év   | Album                       | Kiadó          | Legjobb listás helyezés (Mahasz Top 40) |
| ---- | --------------------------- | -------------- | --------------------------------------- |
| 2009 | Ugass kutya! (újrakiadás)   | Hammer Records | 9                                       |
| 2016 | Kegyetlen évek (újrakiadás) | Hammer Records | 3                                       |

### Videókiadványok
| Év   | Album                 | Információ | Legjobb listás helyezés (Mahasz DVD Top 20) |
| ---- | --------------------- | --- | ------------------------------------------- |
| 1999 | Búcsúkoncert          | - Kiadó: Magneoton-Warner - Tartalom: A Petőfi Csarnokban 1998. november 14-én tartott búcsúkoncert felvétele - Formátum: VHS (DVD-n 2011-ben az A holnapok ravatalán album bónusz lemezeként) | —                                           |
| 2005 | Sziget ’95            | - Kiadó: Hammer Records - Tartalom: A Sziget Fesztiválon 1995-ben rögzített koncert felvétele - Formátum: DVD (a Se Nap se Hold album bónusz lemeze)                                           | —                                           |
| 2006 | 25 éves jubileum      | - Kiadó: Hammer Records - Tartalom: A Petőfi Csarnokban 2006. február 10-én tartott jubileumi koncert felvétele - Formátum: DVD                                                                | 1                                           |
| 2009 | Kegyetlen évek – Live | - Kiadó: Hammer Records - Tartalom: Az Avalon Klubban 2008. március 22-én tartott koncert felvétele - Formátum: DVD (az Ugass kutya! album újrakiadásának bónusz lemeze)                       | —                                           |
| 2014 | MD 30 éves jubileum   | - Kiadó: Hammer Records - Tartalom: A Club 202-ben 2012. szeptember 22-én tartott jubileumi koncert felvétele - Formátum: DVD (a Földi pokol album bónusz lemeze)                              | —                                           |